# 마이마이 (민병대)

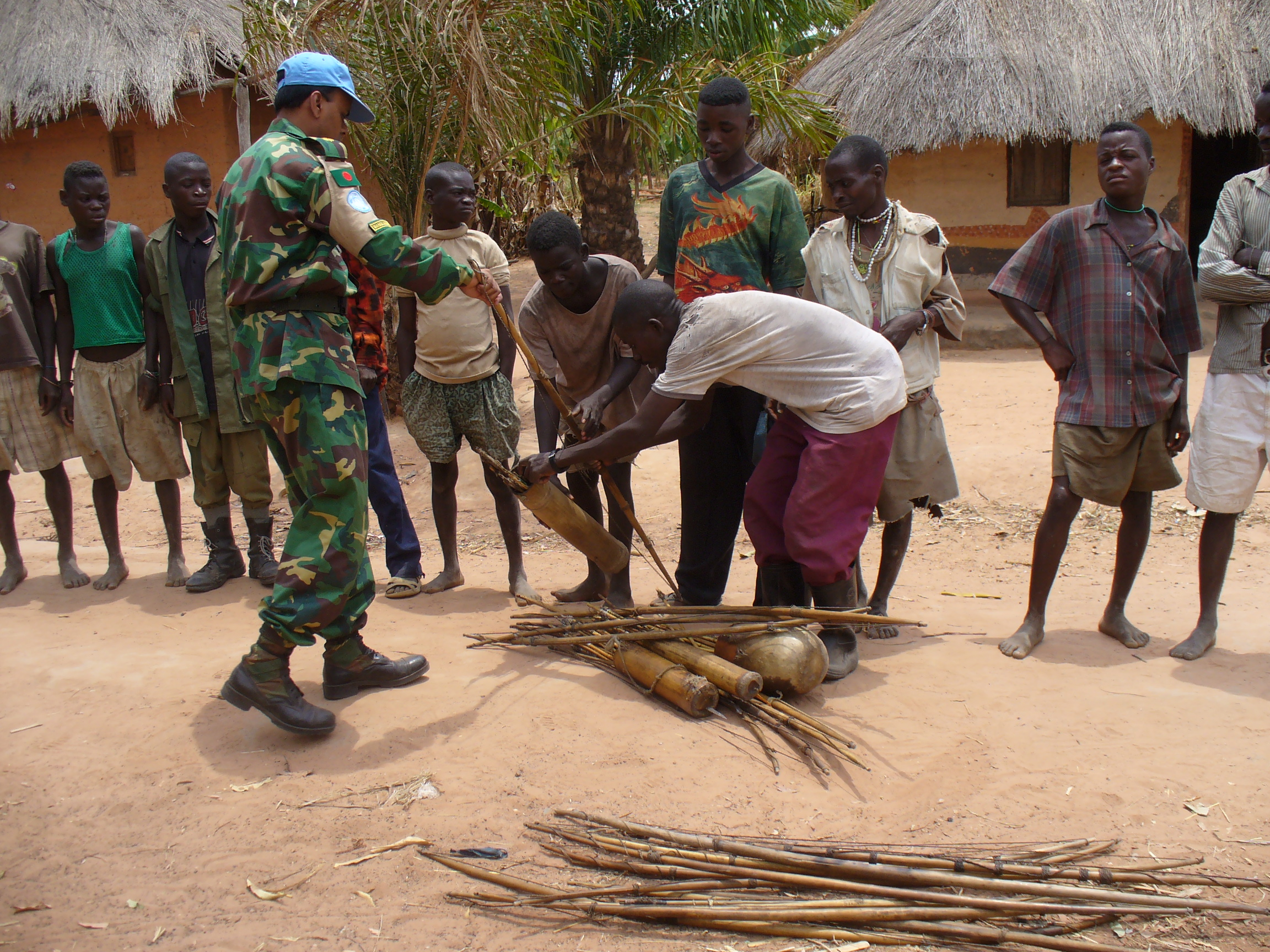
2006년 북부 카탕가에서 유엔 요원에게 무기를 넘겨주는 마이마이 전사들.

마이마이(Mai-Mai 또는 Mayi-Mayi)라는 용어는 콩고 민주 공화국(DRC)에서 다른 무장 단체로부터 지역 공동체와 영토를 방어하기 위해 결성된 모든 종류의 공동체 기반 민병대를 의미한다. 대부분은 르완다 군대와 르완다의 침공에 저항하기 위해 조직되었다. "마이마이"라는 포괄적 용어에 속하는 그룹에는 군벌, 전통 부족 장로, 마을 이장, 정치적 동기를 지닌 저항군이 이끄는 군대가 포함된다. 마이마이는 내부 결속력이 가장 약하기 때문에 각기 다른 마이마이 집단이 각기 다른 시기에 다양한 국내외 정부, 게릴라 집단과 동맹을 맺었다. 마이마이라는 용어는 특정 운동, 소속 또는 정치적 목표를 지칭하는 것이 아니라 다양한 그룹을 지칭한다.
이름은 물을 뜻하는 스와힐리어 "마지(maji)"에서 유래되었다. 민병대원들은 총알로부터 자신을 보호하기 위해 몸에 물을 뿌린다.
마이마이는 르완다, 북키부주, 남키부주("키부")와 국경을 접하고 있는 콩고 동부 지역에서 특히 활동적이었다. 이 지역은 제2차 콩고 전쟁 당시 르완다와 동맹을 맺은 바냐물렝게가 지배하는 반군 세력인 RCD-고마(RCD-Goma)의 통제 하에 있었다. 키부스(Kivus), 특히 바템보(Batembo)와 바벰베(Babembe) 소수 민족 사이에서 민병대가 오랫동안 흔하게 존재해 왔지만, 최근의 전쟁과 분쟁으로 인해 많은 수의 마을 주민들이 마이마이를 형성하게 되었다. 마이-마이는 집단이든 개별 집단이든 제2차 콩고 전쟁을 종식시키기 위한 1999년 루사카 휴전 협정의 당사자는 아니었지만 여전히 분쟁에서 가장 강력한 세력 중 하나로 남아 있었다. 일부 그룹의 협력이 평화 과정에 문제가 되어 왔다.